# Донскова, Ульяна Вячеславовна
Ульяна Вячеславовна Донскова (род. 24 августа 1992, Каменск-Шахтинский, Ростовская область) — российская художественная гимнастка, олимпийская чемпионка 2012 года в групповом многоборье, многократная чемпионка мира и Европы. Заслуженный мастер спорта России (2010).
Член сборной команды России по художественной гимнастике в групповом многоборье в 2006—2012 годах.

## Биография

Граффити в Каменске-Шахтинском

Родилась 24 августа 1992 года в городе Каменск-Шахтинский, Ростовская область. В пятилетнем возрасте отец привёл Ульяну в городскую СДЮСШ № 23 и отдал в руки тренера Аллы Петровны Матросовой. В юном возрасте окончила СОШ № 14.
После многих лет нелёгких тренировок наступили первые успехи. В 2000 году Ульяна победила на первенстве области по первому разряду. Это радостное событие дало импульс и самой спортсменке и её наставнице.
Через три года на неё обратили внимание в Москве, дали свои рекомендации. Через год вызвали на просмотр и сборы к столичному турниру «Гран-при». А затем последовал отбор в сборную команду с прицелом на будущее.
С 2008 года она тренировалась в сборной России у Ирины Винер.
Первый раз чемпионкой мира Ульяна Донскова стала 12 сентября 2009 года на чемпионате мира в Японии, в городе Исе (префектура Миэ). Там она завоевала одну золотую медаль и две бронзовые за групповые упражнения.
17 апреля 2010 года на чемпионате Европы в Бремене Ульяна снова завоевала золотую медаль. И второй раз чемпионкой мира она стала в Москве 27 сентября 2010 года. Она завоевала две золотые медали и одну — бронзовую.
Донскова была капитаном сборной команды России по художественной гимнастике в групповом многоборье. В составе сборной она участвовала в Олимпийских играх 2012 года в Лондоне (состав сборной: Анастасия Близнюк, Ксения Дудкина, Алина Макаренко, Анастасия Назаренко, Каролина Севастьянова, Ульяна Донскова). После победы на Олимпиаде Ульяна Донскова завершила спортивную карьеру.
Ульяна является студенткой Национального государственного Университета физической культуры, спорта и здоровья имени П. Ф. Лесгафта, Санкт-Петербург.
В 2013 году участвовала в шоу «Танцы со звёздами», где заняла 6-е место.
Замужем за экс-хоккеистом Рубеном Бегунцом. 3 августа 2015 года родила сына Романа.
Развелась с мужем в августе 2023 г.(сообщила об этом в запрещенной соцсети)

## Награды
- Орден Дружбы (13 августа 2012 года) — за большой вклад в развитие физической культуры и спорта, высокие спортивные достижения на Играх XXX Олимпиады 2012 года в городе Лондоне (Великобритания)[4].
- Почётный гражданин города Каменск-Шахтинский[5].

### Интервью
- Ульяна Донскова: сейчас больше радуемся не за себя, а за наших тренеров Архивная копия от 4 марта 2016 на Wayback Machine